# Église Saint-Thuriau de Plumergat
L’église Saint-Thuriau est une église catholique située à Plumergat (Morbihan), en France. Elle est dédiée à saint Turiau, évêque de Dol-de-Bretagne au VIIe siècle.
L'église Saint Thuriau forme avec les deux chapelles gothiques voisines (Saint-Servais, du XVIIe siècle, et la Trinité, des XVe et XVIIe siècles, côte à côte de chaque côté de la rue Donias, dans l’axe du chœur), un ensemble pittoresque qui a valu à Plumergat le surnom de « bourg aux trois clochers ».

## Historique
L'église est implantée sur un ancien site druidique. L'édifice, construit à partir du XIe siècle, a subi de nombreux remaniements jusqu'à nos jours. Le clocher-porche est bâti au XIVe siècle. Les murs extérieur ont été refaits au XVIIe siècle, en conservant des dispositions assez proche de l'édifice roman (bas-côtés peu élevés à contreforts plats peu saillants). L'intérieur est restauré en 1834, la tour-porche en 1859, et l'ensemble de l'édifice entre 1939 et 1948.
Les chapiteaux du XIIe siècle de l'église Saint-Thuriau font l'objet d’une inscription au titre des monuments historiques depuis le 15 juin 1925. Cette inscription est étendue à l'ensemble de l'édifice par arrêté du 31 juillet 2015.

## Description
L'église est en forme de croix latine à chevet plat aveugle (presbytère dans le prolongement). 
La tour porche du XIVe siècle, massive et flanquée de deux épais contreforts en bisais, est couronnée d'un clocher à bulbe.
La nef romane à trois vaisseaux de quatre travées donne sur les bas-côtés par des arcs fourrés de plein cintre à double rouleau. Ils retombent sur des piles carrées à imposte simple accolées de deux colonnes engagées à chapiteaux. Ceux-ci sont gravés de motifs végétaux stylisés, masques, têtes de clous, torsades, palmettes... 
La nef et les bas-côté étaient originellement couverts d'une charpente. Ils ont été voûtés lors des remaniements ultérieurs d'un berceau avec arcs doubleaux reposant sur des consoles au sommet du mur, d'inspiration plus classique que romane.
Au fond du chœur se dresse un retable en bois polychrome surmonté d'une Vierge à l'Enfant du XIVe – XVe siècle.

## Vues de l'église

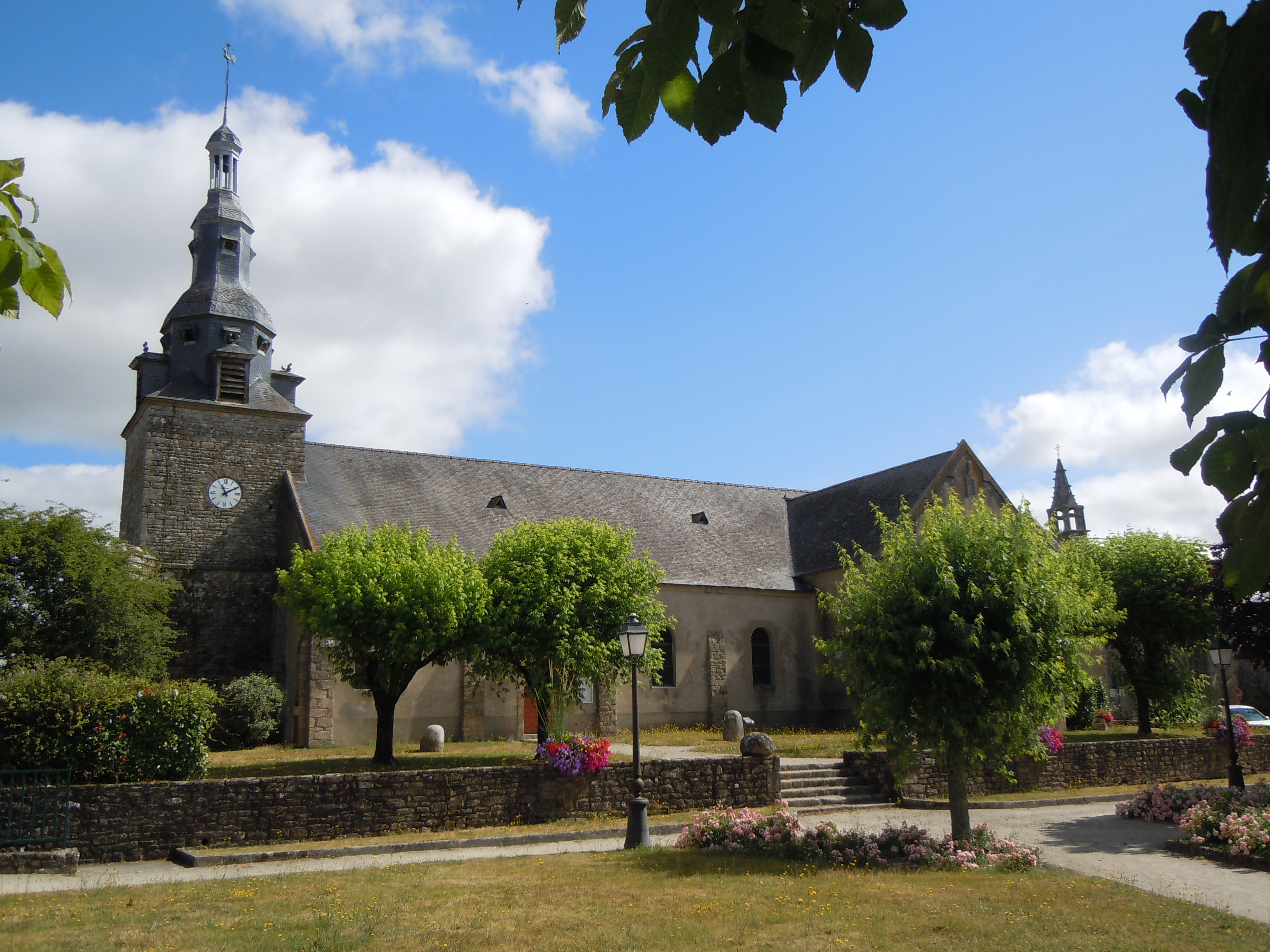
Vue générale de l'église côté sud.
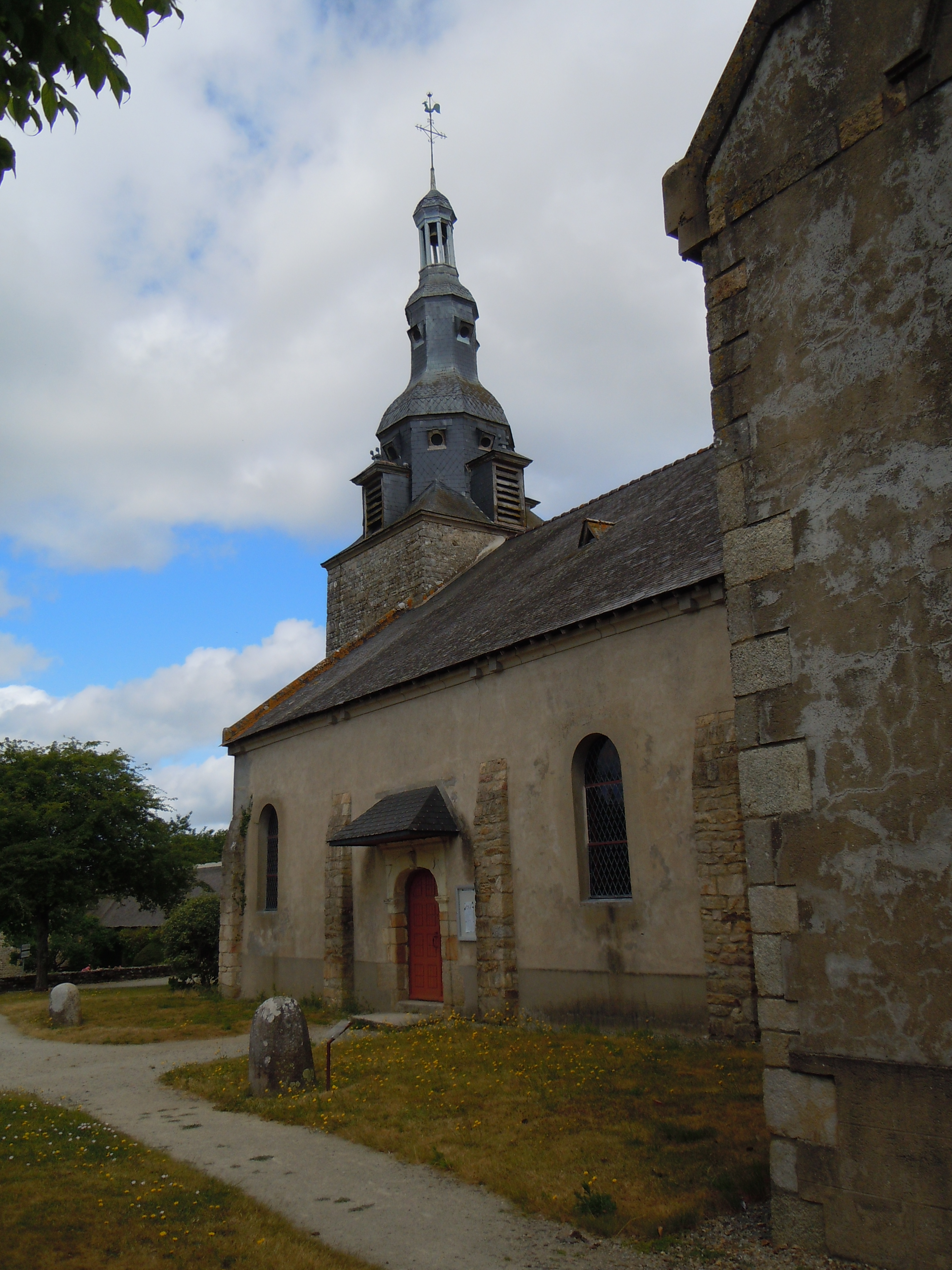
Clocher.
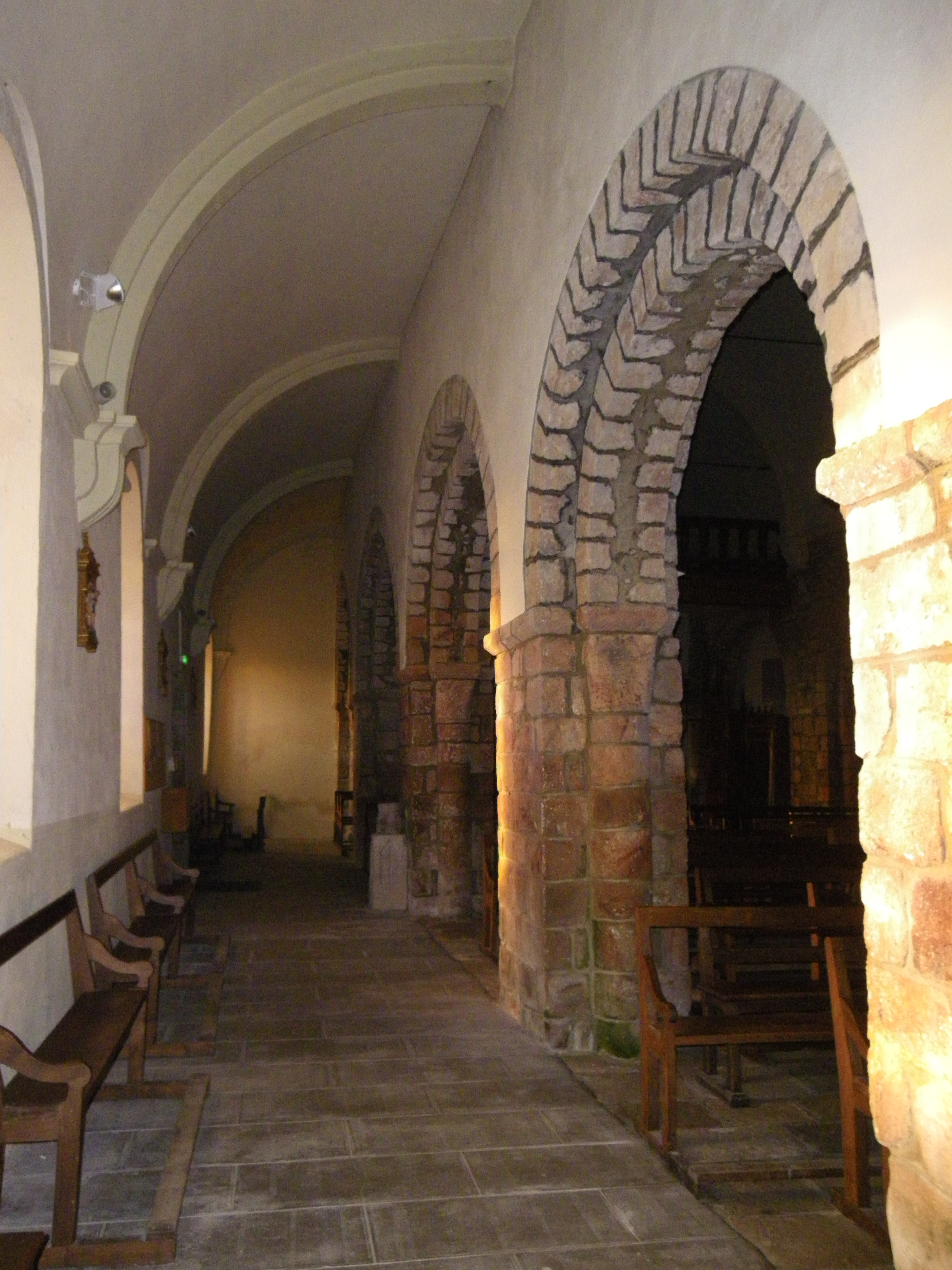
Les grandes arcades vues du bas-côté.
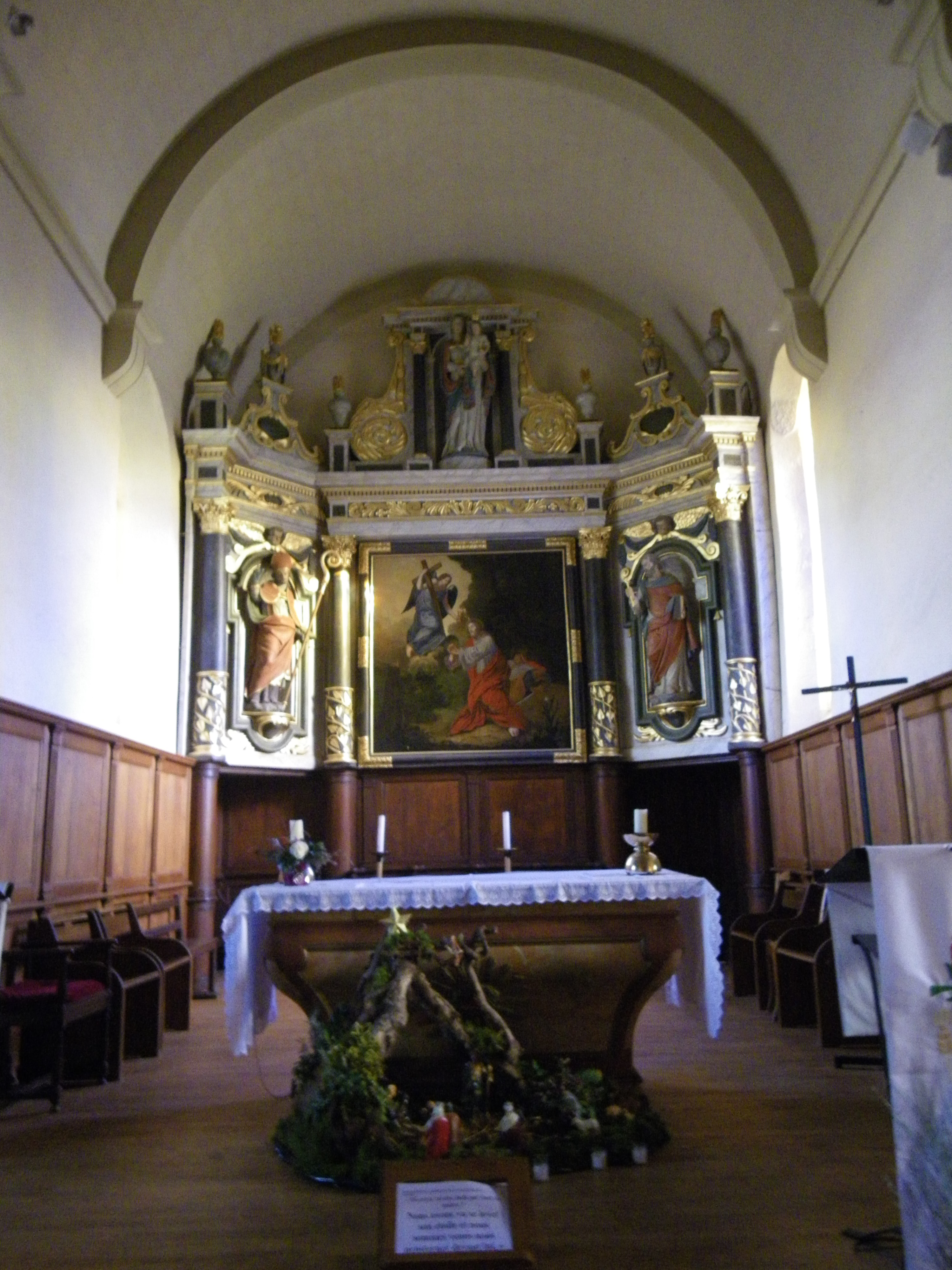
Le retable du chœur.
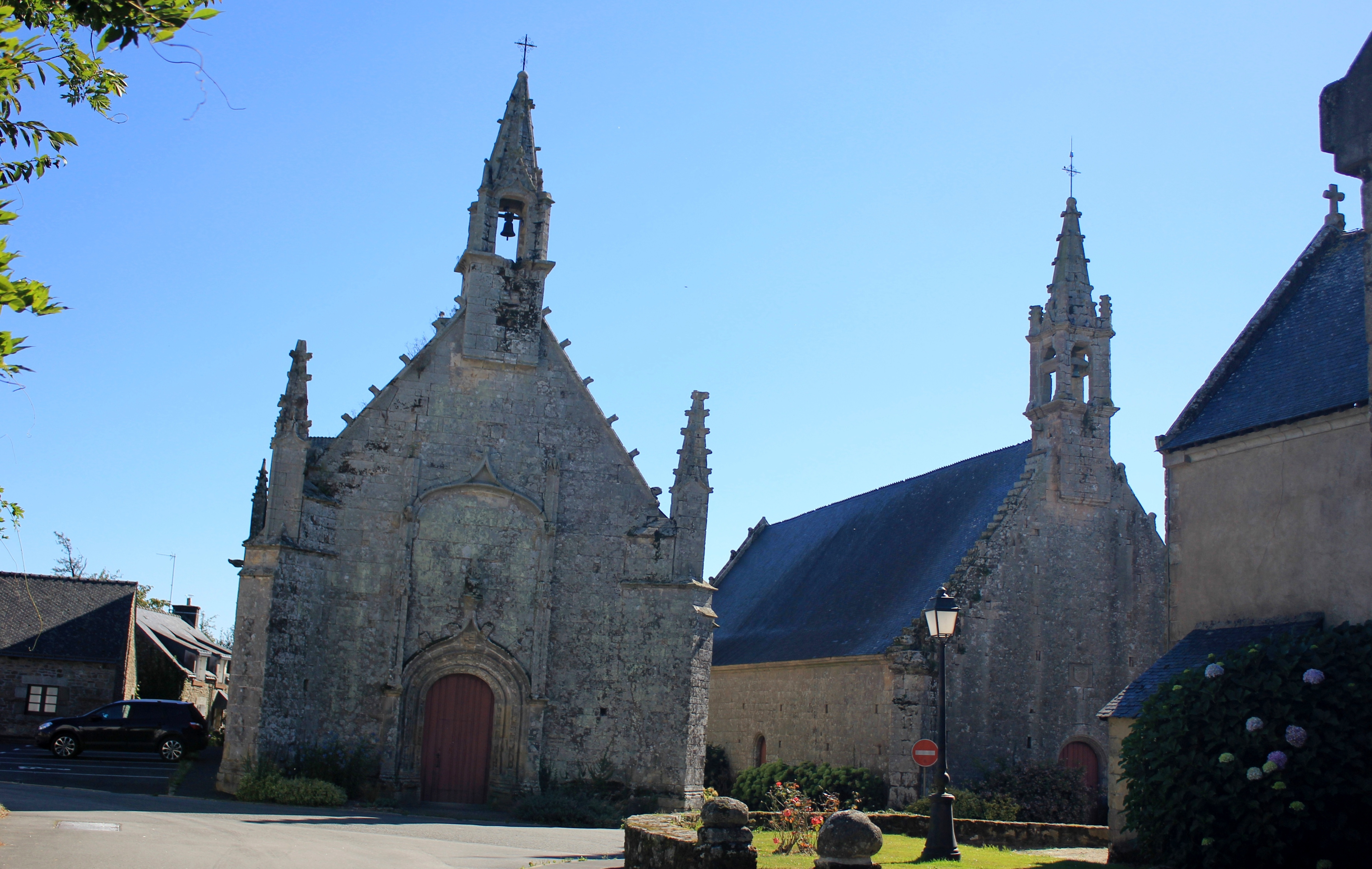
Les deux chapelles derrière le chœur de l'église.